# Astromil
Astromil é uma povoação portuguesa sede da Freguesia de Astromil do Município de Paredes, freguesia com 1,39 km² de área e 1067 habitantes (censo de 2021), tendo, por isso, uma densidade populacional de 767,6 hab./km².

## Demografia
A população registada nos censos foi:
Nota: Nos censos de 1911 a 1930 estava anexada à freguesia de Gandra. Nos censos de 1940 figuram como freguesias independentes, mas a autonomia administrativa só lhes foi dada pelo decreto-lei nº 37.056, de 11/09/1948.
| Distribuição da População por Grupos Etários | Distribuição da População por Grupos Etários | Distribuição da População por Grupos Etários | Distribuição da População por Grupos Etários | Distribuição da População por Grupos Etários |
| -------------------------------------------- | -------------------------------------------- | -------------------------------------------- | -------------------------------------------- | -------------------------------------------- |
| Ano                                          | 0-14 Anos                                    | 15-24 Anos                                   | 25-64 Anos                                   | > 65 Anos                                    |
| 2001                                         | 133                                          | 126                                          | 451                                          | 74                                           |
| 2011                                         | 223                                          | 116                                          | 630                                          | 117                                          |
| 2021                                         | 165                                          | 147                                          | 610                                          | 145                                          |

## Património
- Igreja Paroquial de Astromil

## Festas e romarias
- Santa Marinha (segundo domingo de Julho)

## Coletividades
- Associação Desportiva e Cultural de Astromil